# Abadal d'Avinyó
L'Abadal d'Avinyó és una obra del municipi d'Avinyó protegida com a bé cultural d'interès local.

## Descripció
La masia és una construcció civil de planta basilical, coberta a doble vessant i amb el carener perpendicular a la façana principal, orientada a migdia. És en aquesta façana on s'obri al segle xviii-xix, una galeria porxada en dos nivells formada per arcs de mig punt sostinguts per pilars de maçoneria. Al mig de la façana s'obre una majestuosa porta adovellada d'arc de mig punt; a tota la façana es distribueixen simètricament les obertures (finestres, òculs). La masia aprofita el desnivell del terreny i al sector de tramuntana presenta una façana que dona a una era; a cada costat del cos central foren construïts uns annexos simètrics, gairebé d'idèntiques proporcions, que reforcen el sentit d'equilibri del conjunt.
La masia s'amplia pel costat del migdia, el ràfec de la teulada es fa gran en aquest cost. A ponent hi ha una esvelta torre de planta quadrada, feta amb maó i amb finestres a tots els pisos. Tota la masia està arrebossada i modernitzada amb instal·lacions d'esport, així com amb dependències adequades a una explotació vitivinícola. Els cellers conserven bótes tradicionals que reposen horitzontalment damunt setials, els barrals, les portadores, les mesures, etc.

## Història
La Masia de Cal Abadal és una de les més antigues del terme, i de la casa va sorgir un conegut llinatge català: els Abadals, una branca dels quals és propietària del Mas Pradell d'Osona.
En el fogatge de l'any 1553 s'esmenta a «Jaume Abadall» com a batlle del terme d'Avinyó i també com a primer de la llista de focs. Al segle xviii la família Abadal feu una escampada de cabalers per moltes masies veïnes i concretament proporcionà un hereu a la Masia el Pradell de Gurb que inicià a Osona un prestigiós llinatge del qual és representant l'historiador Ramon d'Abadal i de Vinyals.